# Syrmatium watsonii
Syrmatium watsonii là một loài thực vật có hoa trong họ Đậu. Loài này được (Vasey & Rose) Brand miêu tả khoa học đầu tiên.